# 紫外定點
在量子場論中，可計算在給定的動量尺度中定義理論耦合的跑動耦合常數（running coupling constant），其中一個這樣的例子是電荷的耦合常數。
在量子電動力學和希格斯玻色子理論等數個量子場論的近似計算中，跑動耦合常數在有限的動量尺度中會趨向無限，而這就是所謂的朗道極點問題。
目前尚不清楚這些不一致，是近似的人工產物，還是這些理論的根本問題；然而，若理論中出現紫外線或紫外定點（UV fixed point），就可避免這樣的問題。若一個量子場論的重整化群流趨近於一個在紫外線（也就是短距離∕高能尺度）極限的定點，則稱這個理論有紫外定點。這和卡蘭—塞曼齊克方程式中出現的β函數的零點相關。其在長距離∕低能尺度對應的能量極限稱為「紅外定點」。

## 特殊例子和細節
跟其他的因素一起，一個有紫外定點的理論或許不是有效場論，而這是因為這理論在任一小的距離尺度上是良好定義的之故。在紫外定點處，理論的行為可以接近共形場論。
這陳述的逆命題，也就是「任何在任意尺度都成立的量子場論（也就是非有效場論）都有紫外定點」這點是不成立的。像級聯規範場論就沒有紫外定點。
即使非有效場論，非交換量子場論也有紫外截止點。
若一個紫外定點是平凡的（一般通稱高斯定點，Gaussian fixed point），那這理論就是漸近自由的；反之出現在紫外極限中接近一個非高斯（也就是非平凡）定點這樣的情境的理論稱為漸進安全的。即使在微擾的意義下是不可重整化的，漸進安全的理論可以是在任何尺度都良好定義的。

## 量子重力中的漸進安全場景
史蒂文·温伯格認為，量子重力理論中造成問題的紫外發散可藉由非平凡紫外定點來對治。 這樣的漸進安全的理論，在非微擾的意義下是可重整化的，且由於定點的物理意義之故，這理論也不受發散影響；然而截至目前為止，對於如此定點存在的一般證明依舊缺乏，不過有越來越多的證據支持此說。